# 鏡のドレス
鏡のドレス（かがみのドレス）は、1996年10月9日に発売された酒井法子の29枚目のシングル。

## 概要
表題曲「鏡のドレス」は、酒井法子が主演を務めた日本テレビ系水曜ドラマ「続・星の金貨」主題歌に起用され、ドラマの世界観に寄り添ったナンバーとなっている。
オリコンチャート上では、酒井自身最大のヒット曲『碧いうさぎ』に次ぐ44.7万枚のセールスを記録し、2番目のヒット作となった。
カップリングの「Star Talk」は、宇佐元恭一とのデュエット作品。

## 収録曲
| #  | タイトル                             | 作詞       | 作曲       | 編曲     | 時間 |
| -- | ------------------------------------ | ---------- | ---------- | -------- | ---- |
| 1. | 「鏡のドレス」                       | 三浦らら   | 宇佐元恭一 | 土方隆行 | 3:59 |
| 2. | 「Star Talk」                        | 沢田知可子 | 沢田知可子 | 土方隆行 | 4:13 |
| 3. | 「鏡のドレス(オリジナル・カラオケ)」 |            |            |          | 3:59 |
| 4. | 「Star Talk(オリジナル・カラオケ)」  |            |            |          | 4:13 |